# Chrono Trigger
Chrono Trigger (jap.: クロノ・トリガー, Kurono Torigā) ist ein Rollenspiel, das von der japanischen Softwarefirma Square Enix entwickelt wurde. Es erschien 1995 für das Super Nintendo Entertainment System (SNES) und 2001 etwas überarbeitet zusammen mit Final Fantasy IV unter dem Namen Final Fantasy Chronicles (nicht zu verwechseln mit Final Fantasy Crystal Chronicles) für die Sony PlayStation. In Europa wurde es seinerzeit nicht veröffentlicht, obwohl es auch in den USA recht beliebt und erfolgreich war. Erst am 6. Februar 2009 erschien Chrono Trigger auch in Europa für den Nintendo DS. Im Mai 2011 kündigte Square Enix die Veröffentlichung von Chrono Trigger für die Virtual Console an.
Charakter-Designer für Chrono Trigger war Akira Toriyama, der durch Dragon Ball und Dr. Slump bekannt wurde; die Musik wurde von Yasunori Mitsuda und Nobuo Uematsu komponiert.
Die Nachfolger von Chrono Trigger sind das Textadventure Radical Dreamers für das Satellaview und das darauf basierende Chrono Cross für die PlayStation.
Am 31. Juli 1996 wurde auf dem V-Jump-Festival mit dem 16-minütigen Anime Jikū Bōken Nūmamonjā (時空冒険ヌウマモンジャ～, dt.: „Raumzeitabenteuer Nūmamonjā“) Werbung für das Spiel gemacht. Der Film wurde von Production I.G geschaffen.
Im Winter 2008 erschien eine Portierung von Chrono Trigger für den Nintendo DS. Diese bietet ein überarbeitetes Spielsystem, welches die Touchscreen-Funktionalität unterstützt, einen neuen Dungeon sowie einen Wireless-Modus enthält.
In Europa erschien das Spiel am 6. Februar 2009.

## Spielsystem
Chrono Trigger ist ein Vertreter der Konsolen-Rollenspiele. Der Spieler steuert die Protagonisten in einer zweidimensional dargestellten fiktiven Welt, welche aus Wäldern, Städten und Dungeons besteht. Das Spiel wird grundsätzlich (mit einigen Ausnahmen) aus der Vogelperspektive einerseits mit einer größeren Weltkarte dargestellt, welche dann bei bestimmten Arealen andererseits in eine detailliertere Dungeonansicht wechselt, in der der Spieler Kämpfe austragen, Rätsel lösen und Objekte finden muss, um im Spiel weiter voranzukommen. Chrono Trigger hat sichtbare Gegner, so kann man im Gegensatz zu anderen Rollenspielen wie z. B. Final Fantasy an vielen Stellen selbst entscheiden, ob man kämpfen oder den Kampf umgehen möchte, jedoch werden dem Spieler an vielen Stellen die Kämpfe „aufgezwungen“.

## Geschichte
Chrono Trigger handelt von dem Protagonisten Chrono und seinen Freunden, die durch die Zeit reisen, um die Zukunft vor einem außerirdischen Parasiten namens Lavos zu retten. Im Laufe des Spiels schließen sich ihnen dabei Charaktere aus verschiedenen Epochen an (in der Reihenfolge ihres Auftauchens):
- der Hauptcharakter Chrono (クロノ, Kurono; 1000 n. Chr.)

Chrono ist der Hauptcharakter der Geschichte von Chrono Trigger, welcher aus der dortigen Gegenwart stammt. Er ist, dem Stil des weltbekannten Mangaka Akira Toriyama entsprechend, ein sehr muskulöser Charakter und trotz seines jungen Alters ein ausgezeichneter Kämpfer im Umgang mit seiner Waffe, dem Katana. Als er seine Freundin Lucca auf dem „Jahrtausendfest“ besuchen will, kreuzen sich seine und Marles Wege und nachdem diese durch ein Zeitportal verschwindet, entschließt er sich, ihr zu folgen und sie zurückzubringen. Schlussendlich landet er zusammen mit seinen Freunden in der Zukunft und erfährt von der Existenz des Weltraumparasiten „Lavos“, welcher im Erdkern schläft und knapp 1000 Jahre nach Chronos Zeit die Erde verwüsten und alles unfruchtbar machen wird. So beschließt er mit den anderen, das Schicksal der Welt abzuwenden und beginnt seine Reise durch die Zeitperioden, bei welcher sich ihm Charaktere anschließen, die verschiedener nicht sein könnten – und nicht nur, weil sie alle aus einer anderen Zeit stammen. Wie die meisten anderen beherrscht Chrono ein Element, welches er durch Magie nutzbar machen kann: Das Licht, welches er auch in Form von Elektrizität gegen seine Gegner anwendet.
- die rebellische Prinzessin Marle (マール, Māru), eigentlich Marledia (マールディア, Mārudia; 1000 n. Chr.)

Die sehr eigenwillige Protagonistin der Geschichte. Marles richtiger Name ist „Marledia“; sie ist die Prinzessin von Guardia, einem Königreich des westlichen Kontinents von Chrono Trigger. Von ihrem Vater scheinbar unverstanden und aufgrund des Gefühls, im Schloss eingesperrt zu sein, flieht sie und mischt sich, geschützt durch ihren neuen Namen, unter das Volk, um auf Chrono zu treffen. Bei einer Vorführung Luccas und ihres neuen Teleporters reagiert ihr Erbstück, ein Anhänger, welcher ihrer Vorfahrin im Mittelalter bereits gehörte, und öffnet ein Portal, welches sie in den Fluss der Zeit zieht. In der Vergangenheit wird sie mit der Königin verwechselt, sodass sie kurzzeitig in Sicherheit ist. Doch kurz nach Chronos Auftauchen suchen sie nach der wahren Monarchin und verschwinden wieder, nachdem sie im Kerker des Schlosses landen. Dadurch gelangt sie mit den anderen in die Zukunft und begleitet den Helden und seine Gefährten auf ihrer Reise. Marles Zuneigung für Chrono besteht nicht nur auf freundschaftlicher Basis, wie sie ihm auch im Laufe der Story immer wieder zeigt. Zwar kann sie nicht allzu viel mit ihrer Armbrust im Kampf beisteuern, doch im Umgang mit der Weißmagie und ihrem Element des Eises ist sie eine große Hilfe.
- die geniale Erfinderin Lucca (ルッカ, Rukka; 1000 n. Chr.)

Lucca ist in etwa im gleichen Alter wie Chrono und bereits seit Kindertagen seine Freundin. Sie ist unglaublich intelligent und, angestachelt durch den Beruf ihres Vaters, eine sehr begabte Erfinderin. Ihr Aussehen und ihre Vorliebe für die Wissenschaft und Fahrzeuge erinnern stark an den Charakter „Bulma“ des weltberühmten Mangas „Dragon Ball“ von Akira Toriyama, von welchem die Artworks Chrono Triggers stammen. Als sie noch ein kleines Kind war, hatte ihre Mutter einen Unfall und verlor durch eine der Maschinen ihres Vaters ihre Beine. Vor allem aufgrund der Schuldgefühle, dass sie ihr nicht helfen konnte, fühlte sie sich verpflichtet, in die Fußstapfen ihres Vaters zu treten und alles über Maschinen zu lernen, was es zu lernen gibt. Zusammen mit Chrono geht sie kurz nachdem sie ihr neues Teleportationsgerät ausprobiert hat und sichergestellt hat, dass der Vorfall nichts mit ihrer Erfindung zu tun hat auf Zeitreise, um Marle zu retten. In der Zukunft kommt sie gerade recht, als es gilt, den inaktiven Robo wieder betriebsbereit zu machen und den Helden auch künftig mit Rat und Tat zur Seite zu stehen. Wie viele andere der Charaktere hofft auch sie, die Macht des Zeitreisens für mehr als nur zum Zweck der Weltrettung einsetzen zu können – und sei es, um Vergangenes ungeschehen zu machen. Im Kampf verwendet sie eine Pistole und bedient sich dem Element des Feuers.
- der Ritter Frog (カエル, Kaeru, dt.: „Frosch“), eigentlich Glenn (グレン, Guren; 600 n. Chr.)

„Frog“ ist ein legendärer Held und Schwertkämpfer aus dem Mittelalter. Sein Aussehen verdankt er dem „Dämonenherr“ Magus, welcher ihn mit einem Zauber belegt und ihn damit von einem Menschen in eine froschartige Kreatur verwandelt hat. Seitdem hegt er enorme Rachegedanken und wünscht sich nichts sehnlicher, als den Magier auszulöschen. Nicht zuletzt, weil er durch den Hexer seinen besten Freund und Mentor, den tapferen Ritter Cyrus, verloren hat. Um Magus allerdings zu stellen und ihn besiegen zu können, bedarf es der legendären Klinge „Masamune“, welcher er habhaft werden will und mithilfe von Chrono schließlich in seinen Besitz nimmt. Zwar schließt er sich ihnen an, doch bleibt es sein eigentliches Ziel Rache an Magus zu nehmen, seinen Freund zu rächen und vielleicht damit sogar seinen Fluch zu brechen. Doch wie auch die anderen entwickelt er sich weiter und wird vor Entscheidungen gestellt, die ihm zeigen, was wirklich wichtig für ihn ist und was er vielleicht mit der Zeit vergeben kann. Abgesehen von seiner heldenhaften Schwertkunst kämpft Frog – passend zu seiner Erscheinung – mit dem Element des Wassers.
- der Roboter R-66Y, genannt „Robo“ (2300 n. Chr.)

Einer der Roboter aus der Zukunft nach der Attacke durch Lavos. R-66Y, von den Helden „Robo“ genannt, wurde im Geno-Dom gebaut und im Proto-Dom stationiert, wo „er“ das verschlossene Tor zu einem der Zeitportale bewachen sollte. Auch bekannt unter dem Namen „Prometheus“ wurde er außerdem zum Zwecke des Studiums des Menschen geschaffen. Nachdem er „keinen Saft mehr hatte“ und von den Helden gefunden wurde, reparierte ihn Lucca und er half ihnen. Anders als die anderen Roboter der Zukunft, welche darauf programmiert sind, die restlichen überlebenden Menschen zu unterwerfen oder auszulöschen, um die Zukunft von den Maschinen beherrschen zu lassen, erkennt er die Güte in ihnen und widersetzt sich den anderen. So hilft er ihnen mit jedweden Mitteln und folgt ihnen auf Schritt und Tritt, damit er nicht nur Lavos aufhalten kann, sondern eventuell sogar die Wurzel allen Übels in der Zukunft selbst ausreißt, mit anderen Worten den „Kopf“ des Ganzen, welche die Menschen dort unterdrückt. Robo hat zwar kein Herz, wodurch ihm das Zaubern verwehrt bleibt, doch neben seinen starken physischen Angriffen sind seine Geschosse und Strahlenangriffe schattenelementar.
- die Höhlenfrau Ayla (エイラ, Eira; 65.000.000 v. Chr.)

Ayla stammt aus der Steinzeit von Chrono Trigger und ist die Anführerin ihres Stammes. Trotz ihrer Herkunft verfügt sie wie die anderen ihrer Zeit – wenn auch fehlerhaft – über eine erstaunliche Begabung in Bezug auf die Sprache der Helden. Zwar empfindet sie von Anfang an große Sympathie für Chrono und empfängt ihn sowie den Rest der Helden mit offenen Armen, um für sie eine prähistorische Feier sondersgleichen zu veranstalten, doch ist ihre Beziehung zu ihrem Freund und Rivalen Kino, dem rangmäßig zweithöchsten ihres Stammes, größer. Als die Helden ihnen bei dem Konflikt zwischen ihren Feinden, dem Reptilienstamm und deren Stammesanführerin „Azala“ helfen, schließt sich Ayla ihnen an und lässt ihre Muskeln sprechen. Tatsächlich gehört sie zu den stärksten und schnellsten Charakteren des Teams, weswegen sie, obwohl sie nicht zaubern kann, eine Gefährtin von großem Nutzen ist.
- der dunkle Magier Magus (魔王, Maō, dt.: „Dämonenkönig“), eigentlich Janus (ジャキ, Jaki; 12.000 v. Chr.)

Magus ist der vermeintliche Antagonist von Chrono Trigger und ein mächtiger Magier, vor allem im Umgang mit der Schattenmagie. Er ist der Verantwortliche für den Tod von Frogs Freund Cyrus und für den tragischen Zustand des Schwertkämpfers selbst. Neben seiner Magie und seiner psychischen Kräfte, die ihm unter anderem Levitation erlauben, benutzt er im Nahkampf eine Sense, welche er wie aus dem Nichts materialisiert. Wenn es darum geht, seinen Plan in die Tat umzusetzen, ist er rücksichtslos und interessiert sich nicht für das, was andere denken, geschweige denn was mit ihnen geschieht. Doch tatsächlich ist nicht er derjenige, den Chrono und die anderen am Ende konfrontieren sollen, denn nicht er ist es, der Lavos beschwören will, um alles Leben auszulöschen, sondern er ist es, der Lavos vernichten will. Als „Prinz Janus“ wurde er im Zhyle-Palast des Altertums geboren. Doch nachdem auch er durch einen Sog der Zeit ins Mittelalter katapultiert wurde, machte er sich die Dämonen untertan, weswegen er als „Dämonenherr“ (auch „Fiendlord“ in der NDS-Version) bekannt wurde und im Schutze seiner Diener seinen Plan hoch oben in seiner Festung in die Tat umsetzen konnte. Magus verfügt über die Gabe der Hellsichtigkeit, weswegen er als Kind in der Antike einem der Helden eine traurige Voraussage macht und, da ihm auch bereits die Geschehnisse der Zukunft bekannt sind, steht er seiner von Lavos besessenen Mutter Königin Zeal als maskierter Prophet zur Seite. Der Schattenmagier ist zwar kalt und böse aber, vor allem weil er für seine Schwester Schala („Sara“ im japanischen Original, welcher ein sehr beliebter Name in Rollenspielen von Square Enix ist) kämpft, nicht herzlos oder egoistisch. Darum liegt es an Frog, über sein Schicksal zu entscheiden.
Die Gruppe reist per Zeittoren und später mit einer fliegenden Zeitmaschine namens Epoch (シルバード, Shirubādo), auch „Schwingen der Zeit“ („Wings of Time“ in der US-Version) genannt in sieben verschiedene Epochen:
- Urzeit (65.000.000 v. Chr.)

Die Steinzeit in der Geschichte von Chrono Trigger. Wie üblich wird sie von den Dinosauriern beherrscht sowie den Vorfahren der gegenwärtigen Menschen. Diese stehen in Konflikt mit dem Reptitenstamm („Reptites“ in der US-Version), welcher die Menschen verabscheut. Zu dieser Zeit landet der „rote Stern“ und außerirdische Parasit Lavos, der seinen Namen von den Steinzeitmenschen von den Worten „La“ für „Feuer“ und „Vos“ für „Riesig“ bekommt, auf dem Planeten und gräbt sich ein.
- Altertum (12.000 v. Chr.)

Eine von Magie beherrschte Zeit, in der das Volk des Planeten in die magischen „Lichtbeseelten“ („Enlightened Ones“ in der US-Version) im Himmel und den „Erdgebundenen“ („Earthbound Ones“ in der US-Version) auf der Erde aufgesplittet ist. Während das erdgebundene Volk sehr primitiv und arm lebt, verfügt das von Zhyle beherrschte Königreich der Lichtbeseelten über eine hochentwickelte Technologie. Aus dieser Zeit stammen auch der Weise der Zeit, Gaspar, der Weise des Lebens, Bosh, und der Weise der Vernunft, Belthasar, welche den Helden so gut es geht helfen. Diese Zeit steht unter großem Einfluss des Aliens Lavos, dessen Energie von Metamorphos („Mammon Machine“ in der US-Version) genutzt wird.
- Mittelalter (600 n. Chr.)

Die erste für Chrono fremde Zeit, in der bereits das Königreich Gardia errichtet ist. Diese Zeit wird stark von Magus, der Lavos beschwören will, beeinflusst, wodurch sich die Menschen und die Dämonen bekriegen. Jene Zeitperiode ist sehr wichtig für die Helden, da sie sich das erste Mal über mögliche Konsequenzen durch die Beeinflussung der Zeit Gedanken machen und auch erfahren, dass ihr Feind ein ganz anderer ist, als der, den sie vermuten.
- Gegenwart (1000 n. Chr.)

Chronos Zeit, in der die Geschichte auch beginnt. Zu dieser Zeit ist das Königreich von Guardia eintausend Jahre alt und wird gefeiert, wodurch der junge Held auf Marle trifft und die Reise, die alles verändert, beginnt.
- Katastrophe: „Tag des Lavos“ (1999 n. Chr.)

Der Tag, an dem Lavos aus der Erde herausbricht und sie verwüstet. Die Folgen sind verheerend und verändern das Leben der wenigen Verbliebenen für immer.
- Zukunft (2300 n. Chr.)

Die von Lavos verwünschte futuristische Welt. Der Parasit hat sich wieder in der Erde unter der Todeshöhe („Death Peak“ in der US-Version) vergraben und das restliche Leben zu Hunger und Armut verurteilt, während er weiterhin DNS absorbiert und seine Nachkommen losschickt, die zukünftig auf anderen Planeten in seine Fußstapfen treten sollen. Die Menschen der Zukunft haben auch unter der Herrschaft der Maschinen, die vom „Mutter-Hirn“ („Mother Brain“ in der US-Version) kontrolliert werden, zu leiden.
- Ende der Zeit (∞ n. Chr.)

Das endlose Nichts, welches jenseits aller anderen Zeitperioden existiert und von den Helden erreicht wird, indem mehrere Personen aus verschiedenen Zeiten zusammen reisen. Er dient ihnen als Sammelpunkt und bietet Chrono und seinen Freunden die Möglichkeit, auf alle Portale zuzugreifen und auch Lavos direkt anzugreifen. Durch den Zeitsog in der Antike wurde der Zeitguru Gaspar dorthin katapultiert, welcher den Helden mit Rat und Tat zur Seite steht und ihnen den von ihm geschaffenen ultimativen Gegenstand übergibt: Das Zeit-Ei „Chrono Trigger“.

## Rezeption
Chrono Trigger wurde von den Lesern von IGN im Jahr 2005 zum zweitbesten Spiel aller Zeiten gewählt und im Jahr 2008 von den Lesern der Famitsu auf Platz 28 der besten Spiele aller Zeiten gewählt.
Die DS-Fassung fand sich auf Platz 22 der japanischen DS-Spieleverkaufszahlen von 2008.
Destructoid hob retrospektiv die Tragweite vermeintlich belangloser Aktionen des Spielers hervor, die auch 2023 noch charakteristisch für Chrono Trigger sei.